# Brachynema
Brachynema é um género botânico pertencente à família Olacaceae.

## Espécies
- Brachynema ramiflorum